# سجلات سبايدرويك (فلم)
سجلات سبايدرويك (بالإنجليزية: The Spiderwick Chronicles) هو فيلم مغامرة خيالية من العالم غير المرئي.. تدور قصة الفيلم حول ثلاثة من أبناء عائلة ( جريس ).. التوأمان جارد وسيمون، وأختهما الكبرى مالوري وأمهم هيلين.
تنتقل العائلة إلى المنزل المنعزل المتهم، الذي كان يسكنه في السابق عمهم الأكبر والعمة الكبيرة . يبدأ كل فرد في العائلة بالتكيف مع الإقامة في المنزل بطريقته الخاصة. سيمون الأكثر اهتماماً بالدراسة، ومالوري التي تمارس المبارزة بالسيف، والأم هيلين التي حصلت على عمل في مدينة قريبة. يلاحظ جارد أموراً غير عادية تحدث بالمنزل، ويكتشف مع الأطفال وجود عالم من الكائنات المدهشة التي سيقابلونها، وستعطيهم قوى غير عادية لمن يتفهم سرها.
الفيلم مليء بالخيال، والمغامرات، والإثارة، وسيحاول الأطفال الثلاثة حماية صديقهم الغامض و مرشدهم فيما بعد ثيمبالتيك، بينما يستفيدون من زيادة قوتهم وقدراتهم الخاصة التي اكتسبوها بمساعدة بعض المخلوقات غير العادية من العالم غير المرئي.
مخرج الفيلم مارك واترز هو من أشد المعجبين بالعناصر الخيالية المميزة لسلسلة الكتب التي تقوم بتأليفها هولي بلاك والرسام توني ديتير ليزلي. وعندما قرأ هذه الكتب، وجد الفرصة سانحة لعمل شيء جديد لم يحدث من قبل.. فيلم تدور احداثه حول مخلوقات ممتعة، خيالية، ومن بطولة مجموعة من الأطفال.

## وصلات خارجية
- سجلات سبايدرويك على موقع IMDb (الإنجليزية)
- سجلات سبايدرويك على موقع ميتاكريتيك (الإنجليزية)
- سجلات سبايدرويك على موقع روتن توميتوز (الإنجليزية)
- سجلات سبايدرويك على موقع نتفليكس (الإنجليزية)
- سجلات سبايدرويك على موقع قاعدة بيانات الأفلام العربية
- سجلات سبايدرويك على موقع ألو سيني (الفرنسية)
- سجلات سبايدرويك على موقع Turner Classic Movies (الإنجليزية)
- سجلات سبايدرويك على موقع أول موفي (الإنجليزية)
- سجلات سبايدرويك على موقع بوكس أوفيس موجو (الإنجليزية)
- سجلات سبايدرويك على موقع فيلمافينيتي (الإسبانية)

1. ↑  Justin Kroll (15 Sep 2016). "'Mean Girls' Helmer Mark Waters to Direct Disney's 'Magic Camp'". فرايتي (بالإنجليزية).
2. 1 2 3 4 5 6 7 8  وصلة مرجع: https://www.siamzone.com/movie/m/5026. الوصول: 8 أبريل 2016.
3. 1 2 3 4 5 6  مذكور في: قاعدة بيانات الأفلام التشيكية السلوفاكية. لغة العمل أو لغة الاسم: التشيكية. تاريخ النشر: 2001.
4. 1 2 3  وصلة مرجع: http://stopklatka.pl/film/kroniki-spiderwick. الوصول: 8 أبريل 2016.
5. 1 2 3  وصلة مرجع: http://www.metacritic.com/movie/the-spiderwick-chronicles. الوصول: 8 أبريل 2016.
6. 1 2 3 4  وصلة مرجع: http://www.allocine.fr/film/fichefilm_gen_cfilm=118961.html. الوصول: 8 أبريل 2016.
7. 1 2 3 4 5  وصلة مرجع: http://www.bbfc.co.uk/releases/spiderwick-chronicles-film. الوصول: 8 أبريل 2016.
8. 1 2 3 4 5  وصلة مرجع: http://www.imdb.com/title/tt0416236/fullcredits. الوصول: 8 أبريل 2016.
9. ↑  مذكور في: قاعدة بيانات الأفلام على الإنترنت. مُعرِّف قاعدة بيانات الأفلام على الإنترنت (IMDb): tt0416236. لغة العمل أو لغة الاسم: الإنجليزية.